# Ецока
Ецока — река в России, протекает по территории Лабинского района Краснодарского края. Устье реки находится в 21 км по правому берегу Большой Лабы. Длина реки — 13 км, площадь водосборного бассейна — 38,2 км².

## Данные водного реестра
По данным государственного водного реестра России относится к Кубанскому бассейновому округу, водохозяйственный участок реки — Лаба от истока до впадения реки Чамлык. Речной бассейн реки — Кубань.